# Matti Mattson
Matti Mattson (17 de setembro de 1916 - 11 de janeiro de 2011) foi um sindicalista, ativista social e militar norte-americano, veterano da Brigada Abraham Lincoln na Guerra Civil Espanhola.